# Gusztáv Denk
Gusztáv Denk, madžarski general, * 1882, † 1960.